# Cheiloneurus callidus
Cheiloneurus callidus är en stekelart som beskrevs av Anis och Hayat 2002. Cheiloneurus callidus ingår i släktet Cheiloneurus och familjen sköldlussteklar. Inga underarter finns listade i Catalogue of Life.